# Or mussif
L'or mussif est le sulfure d'étain(IV) ou sulfure stannique, un bisulfure d'étain (SnS2) d'aspect doré, utilisé comme pigment pour donner un éclat doré notamment dans l'art byzantin pour les icônes et les mosaïques.

## Origine
Mussif vient du bas latin musivum, « en mosaïque » : aurum musivum, ou aurum mosaicum, termes utilisés par les alchimistes pour désigner l'or des mosaïques, a également donné l'appellation  Mosaic gold en anglais.

## Usages
L'or mussif est aussi utilisé en décoration pour la dorure d'objets en plâtre et des bords de cadres. Il sert à bronzer le bois ou le plâtre. Il était également employé pour la confection d'encres dorées destinées à l'enluminure de manuscrits.
Il permettait aussi d'enduire les coussinets des machines électrostatiques.

## Humour
Une technique de démussification de l'or est mentionnée par l'humoriste et spécialiste de l'absurde Alphonse Allais dans son livre On n'est pas des bœufs.